# Maria Kanellis
Maria Kanellis (tên khai sinh: Maria Kanellis Louise, sinh ngày 25 tháng 2 năm 1982) là một ca sĩ, nhạc sĩ, người mẫu, đô vật chuyên nghiệp đang đấu ở TNA; cô nổi tiếng trong thời gian thi đấu ở WWE. Trong cuộc thi Divas Search do WWE tổ chức năm 2004, Maria là người về thứ 5. Sau đó, Maria Kanellis được WWE thuê làm MC để phỏng vấn ở hậu trường. Cô bắt đầu thi đấu với tư cách là 1 đô vật vào năm 2005. Maria còn là người mẫu xuất hiện trên bìa tạp chí nổi tiếng Playboy số tháng 4 năm 2008. Tuy nhiên cô đã rời bỏ WWE vào năm 2010. Ngoài ra, Maria đã cho phát hành album Sevin Sins trên iTunes vào ngày 13/4/2010.
Trong thời gian thi đấu ở WWE, cô có quan hệ tình cảm với John Cena, tuy không lâu nhưng họ rất đẹp đôi, họ có bàn thắng trận Tag team John Cena & Maria vs Egde & Lita, với Jeff Hardy nhưng bị Santino phá đám, còn Santino Marella và Dolph Ziggler là những gã đùa cợt với tình cảm của cô ấy. Mới đây nhất, trong trận đấu cuối cùng của Maria ở WWE, cô và Matt Hardy đã suýt hôn nhau nhưng bị Michelle Mccool và Layla phá đám.